# اولیور کواچویچ
اولیور کواچویچ (صربی: Oliver Kovačević؛ زادهٔ ۲۹ اکتبر ۱۹۷۴) یک بازیکن فوتبال اهل صربستان است.

## تیم ملی
وی همچنین در تیم ملی فوتبال صربستان بازی کرده است.